# Valley of the Giants
Valley of the Giants – kanadyjski zespół rockowy grający punk, rock alternatywny i pop punk. Często traktowany jako supergrupa. Grupa została założona w Lanark Highlands w stanie Ontario w Kanadzie w 2002. Zespół składa się z czynnych członków takich zespołów jak Broken Social Scene, Godspeed You! Black Emperor, Do Make Say Think, Shalabi Effect i Strawberry. Producentem współpracującym z zespołem jest Anthony Seck, zaś głównym inżynierem i dźwiękowcem John Dooher.
Zespół sam o sobie twierdzi, że prezentuje więcej muzyki etnicznej (world music) niż wszystkie grupy, w których grają członkowie zespołu. 

## Członkowie
- Brendan Canning (Broken Social Scene, hHead)
- Charles Spearin (Broken Social Scene, Do Make Say Think)
- Dierdre Smith (Strawberry)
- Anthony Seck (Shalabi Effect)
- Sophie Trudeau (Thee Silver Mt. Zion Memorial Orchestra & Tra-La-La Band, Godspeed You! Black Emperor)
- Raoul Tangeuy

## Dyskografia
- Valley of the Giants (CD, 2004)